# Ernst Åström
Ernst Valdemar Åström (i riksdagen kallad Åström i Hagalund), född 15 juli 1876 i Uppsala, död 24 juni 1938 i Solna församling, var en svensk tobakshandlare och politiker.
Åström var 1907–1914 andre ordförande i Socialdemokratiska Ungdomsförbundet.
Åström var ledamot av första kammaren 1922-1935, invald i Kopparbergs läns valkrets. År 1923 var Åström ordförande i Socialdemokratiska vänstergruppens arbetsutskott. Han är begravd på Solna kyrkogård.